# Thalatta
Thalatta is een geslacht van vlinders van de familie spinneruilen (Erebidae), uit de onderfamilie Calpinae.

## Soorten
- T. argentimacula Candèze, 1927
- T. fasciosa Moore, 1882
- T. melanogramma Hampson, 1926
- T. precedens Walker, 1857